# اللجنة الرئاسية للتحقيق في هجمات عيد الفصح
اللجنة الرئاسية للتحقيق في هجمات عيد الفصح هي لجنة تحقيق رئاسية في الهجمات القاتلة في عيد الفصح والتي عينها الرئيس مايتريبالا سيريسينا في 21 أبريل 2019، كُلفت اللجنة بالتحقيق في أسباب التفجيرات وخلفيتها. يرأس اللجنة فيجيت مالالجودا، وبوزن جستس من المحكمة العليا في سريلانكا، ونوغاغا كابالي إيلانجاكون المفتش العام المتقاعد في الشرطة، وبادماسيري جايامان السكرتير المتقاعد بوزارة القانون والنظام.
بناءً على تقريره المؤقت الذي تم تقديمه خلال أسبوعين، أصدر المدعي العام دابلولا دي ليفيرا تعليماته إلى إدارة التحقيقات الجنائية بإجراء تحقيق جنائي ضد وزير الدفاع السابق هيماسيري فرناندو والمفتش العام في الشرطة بوجيث جياسونديرا لتحديد ما إذا كانا قد تأخرا في التصرف بناءً على تحذيرات استخبارية حول الهجوم.